# Anatoli Iwanowitsch Gribkow

Grabmal Gribkows auf dem Friedhof Trojekurowo in Moskau

Anatoli Iwanowitsch Gribkow (russisch Анатолий Иванович Грибков; * 23. März 1919 in Duchowoje bei Liski, heute Oblast Woronesch; † 12. Februar 2008 in Moskau) war ein hoher sowjetischer Militär während der Zeit des Kalten Krieges. Von 1976 bis zu seiner Pensionierung 1988 war er der Stabschef des Warschauer Paktes.

## Leben
Gribkow stammte aus einer kleinbäuerlichen Familie. Sein Heimatdorf Duchowoje liegt direkt am Don. Er hatte sechs Brüder und drei Schwestern.
Bis 1937 lebte und arbeitete er im Kolchos von Duchowoje. Anschließend besuchte er zunächst eine Schule für Landtechniker, die er durch die Vermittlung eines Werbeoffiziers abbrach. Er trat in die Rote Armee ein, um die Schule für Panzeroffiziere J.W. Stalin in Charkow zu absolvieren. Diese beendete er im Dezember 1939 kurz vor dem regulären Ende, da er in den Kriegseinsatz gegen Finnland kommandiert wurde.
Im Winterkrieg gegen Finnland, der vom 30. November 1939 bis 13. März 1940 dauerte, war Gribkow als Leutnant Zugführer in einer Panzereinheit. Im Sommer 1940 war er an der sowjetischen Okkupation Lettlands beteiligt. Zu Beginn des Krieges gegen Deutschland diente er zunächst als Adjutant, dann zum Oberleutnant befördert, als Kompaniechef einer Panzerbrigade. Nach Beendigung eines sechsmonatigen Lehrganges an der Frunse-Akademie vom Herbst 1941 bis Mai 1942, der zunächst in Moskau begann und wegen der Evakuierung der Lehrgangsteilnehmer vor den heranrückenden deutschen Truppen in Taschkent in Usbekistan fortgesetzt worden war, arbeitete er als Bevollmächtigter Offizier des Generalstabes bei verschiedenen Korps und Armeen. Ab Juni 1944 war er operativer Mitarbeiter im Generalstab und bei Kriegsende 1945 Major.
1949 erfolgte seine Kommandierung auf Probe an die Akademie des Generalstabes, die er im Dezember 1951 als Oberst mit der Goldmedaille abschloss.
Nach dem Krieg bekleidete er verschiedene Stellungen als Leiter der operativen Verwaltung in den Militärbezirken Leningrad (seit 1958 als Generalmajor) und Kiew sowie im Generalstab in Moskau. Dort leitete er 1962 die operative Vorbereitung und Durchführung der Verschiffung von Truppen und Raketen nach Kuba. Diese geheime Aktion lief unter der Bezeichnung Operation Anadyr und führte nach Aufdeckung durch die USA zur Kubakrise. Mitte der 1960er Jahre wurde er Kommandeur der 7. Gardearmee im Transkaukasischen Militärbezirk. Diese war in Armenien stationiert. Ab 1969 fungierte er als stellvertretender Kommandeur des Militärbezirks Leningrad, ab 1973 als dessen Befehlshaber. Von 1976 bis 1988 war er Stabschef des Warschauer Pakts. Diese Dienststellung war verbunden mit der Funktion des 1. Stellvertreters des sowjetischen Generalstabschefs. Sein letzter Rang war Armeegeneral.
Einhergehend mit der Übernahme militärischer Leitungsfunktionen war die Einbindung in politische Funktionen von Partei und Staat. Seine letzten Funktionen waren hier Abgeordneter im Obersten Sowjets der UdSSR und Mitglied des Zentralkomitees der KPdSU.
Gribkow war mit Lida Dmitrijewna verheiratet. Er hatte einen Sohn (Stanislaw, geboren 1942) und eine Tochter (Alla, geboren 1950).
In Anerkennung seiner Leitung der geheimen Militäroperation Anadyr von 1962 wurde ihm 1999 der Solidaritätsorden der Republik Kuba verliehen.